# Bad Men of Missouri
Bad Men of Missouri é um filme de faroeste produzido nos Estados Unidos, dirigido por Ray Enright e lançado em 1941.